# Васильевка (Тамалинский район)
Васи́льевка — деревня Мачинского сельсовета Тамалинского района Пензенской области. На 1 января 2004 года — 3 хозяйства, 8 жителей.

## География
Деревня расположена на северо-востоке Тамалинского района, недалеко от границы с Белинским районом, расстояние до центра сельсовета деревни Санниковка — 12 км, расстояние до районного центра пгт. Тамала — 37 км.

## История
По исследованиям историка — краеведа Полубоярова М. С., деревня образована каптенармусом лейб-гвардии Преображенского полка Василием Александровичем Киреевским между 1762 и 1782 годами. В 1896 году входила в Полянскую волость Чембарского уезда, в 1955 году — Плетнёвского сельсовета Свищёвского района, в 1966 году — Плетнёвского сельсовета Тамалинского района. До 2010 года — входила в Григорьевский сельсовет. Согласно Закону Пензенской области № 1992-ЗПО от 22 декабря 2010 года передано в Мачинский сельский совет.

## Численность населения
| год                | 1864 | 1930 | 1959 | 1979 | 1989 | 1996 | 2004 |
| ------------------ | ---- | ---- | ---- | ---- | ---- | ---- | ---- |
| количество жителей | 168  | 463  | 130  | 70   | 13   | 8    | 8    |